# Рёмер (дворянский род)
Рёмер — дворянский род.
Происходит из Саксонии и переселился в Курляндию в 1560 г., а оттуда в начале XVII в. перешёл в Польшу, где члены его стали писаться Ромер. Матвей Ромер (умер в 1690 г.) был литовским генерал-фельдцейхмейстером.
Другая ветвь рода переселилась в конце XVIII в. из Саксонии в Россию; из неё Николай Фёдорович Рёмер (1804—1889) — действительный тайный советник, сенатор и член Попечительного Совета заведений Общественного Призрения.
Род Рёмер внесен в дворянский матрикул Курляндской губернии, в VI часть родословной книги Виленской губернии и во II часть родословной книги Санкт-Петербургской губернии.

## Описание герба
В красном поле два скрещенных серебряных посоха пилигрима, каждый с двумя кнопками на ручке. В нашлемнике такие же посохи, оканчивающиеся тремя страусовыми перьями. Намет красный подложенный серебром.